# Чилое (острів)
Чилое (ісп. Isla de Chiloé) або Великий острів Чилое (ісп. Isla Grande de Chiloé) — острів у Тихому океані в південній частині Чилі, площею 8394 км² і головний острів архіпелагу Чилое (9181 км²), що становить 91,4 % його території. Архіпелаг Чилое, за винятком декількох островів, утворює однойменну провінцію Чилое, що належить до регіону Лос-Лаґос. Сам острів роздільний на кілька муніципалітетів.

## Географія

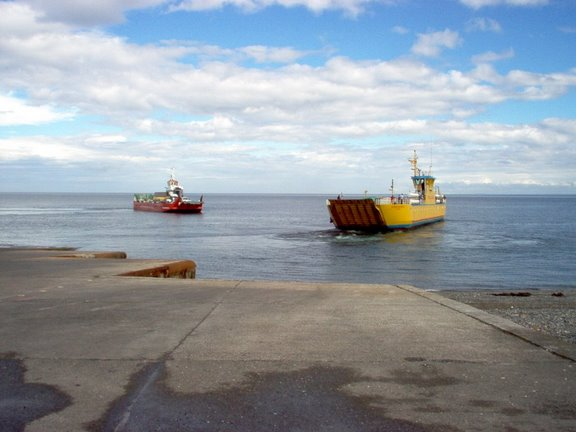
Пором, що сполучає острів Чилое з материковою частиною Чилі

Острів Чилое площею 8394 км² — другий за розміром острів в Чилі після великого острова Вогняної землі і п'ятий за розміром в Південній Америці. Острів відділений від материкової частини Чилі протокою Чакао на півночі і Анкудською затокою (Golfo de Ancud) та затокою Корковадо (Golfo Corcovado) на сході. Тихий океан омиває острів на заході , а Чонос відділений від острова затокою Ґуафо (Boca del Guafo). Розміри острова становлять 190 км з півночі на південь і близько 55-65 км зі сходу на захід. Столиця провінції Чилое, що приблизноспівдадає з островом, є місто Кастро на східному березі острова, друге за розміром місто — Анкуд, на північному заході острова, крім того тут розташовані кілька менших поселень — Кейон, Далкауе і Чончі. Провінція Чилое також включає інші острови архіпелагу Чилое крім островів Десерторес (Desertores) та острів Ґуафо.
Острів Чилое і архіпелаг Чонос — південне продовження Чилійського берегового пасма, що є пасмом Анд що простягнулося з півночі на південь паралельно тихоокеанському узбережжю. Східна частина острова гориста за рахунок продовження пасма. Затоки Анкуд і Корковадо є продовженням Центральної долини Чилі. Східне узбережжя глибоко порізане, з численними природними гаванями і маленькими островами.

## Картопля
За даними хронологічних записів, місцевих землеробів і аналізу ДНК находить значну підтримку гіпотеза, що найпоширеніший у світі вид картоплі, Solanum tuberosum tuberosum, походить саме з острова Чилое, та культивувався тубільними мешканцями острова задовго до прибуття іспанців.

## Клімат
Чилое розташований між 41º 47' і 43º 26' пд.ш. та має вологий прохолодний клімат. Західна сторона острова дощова і ненаселена, покрита вальдивійськими лісами, помірними дощовими лісами. На західному узбережжі острова також розташований Національний парк Чилое (Parque Nacional de Chiloé). Східна частина острова, захищена горами, сухіша і тепліша.

## Історія

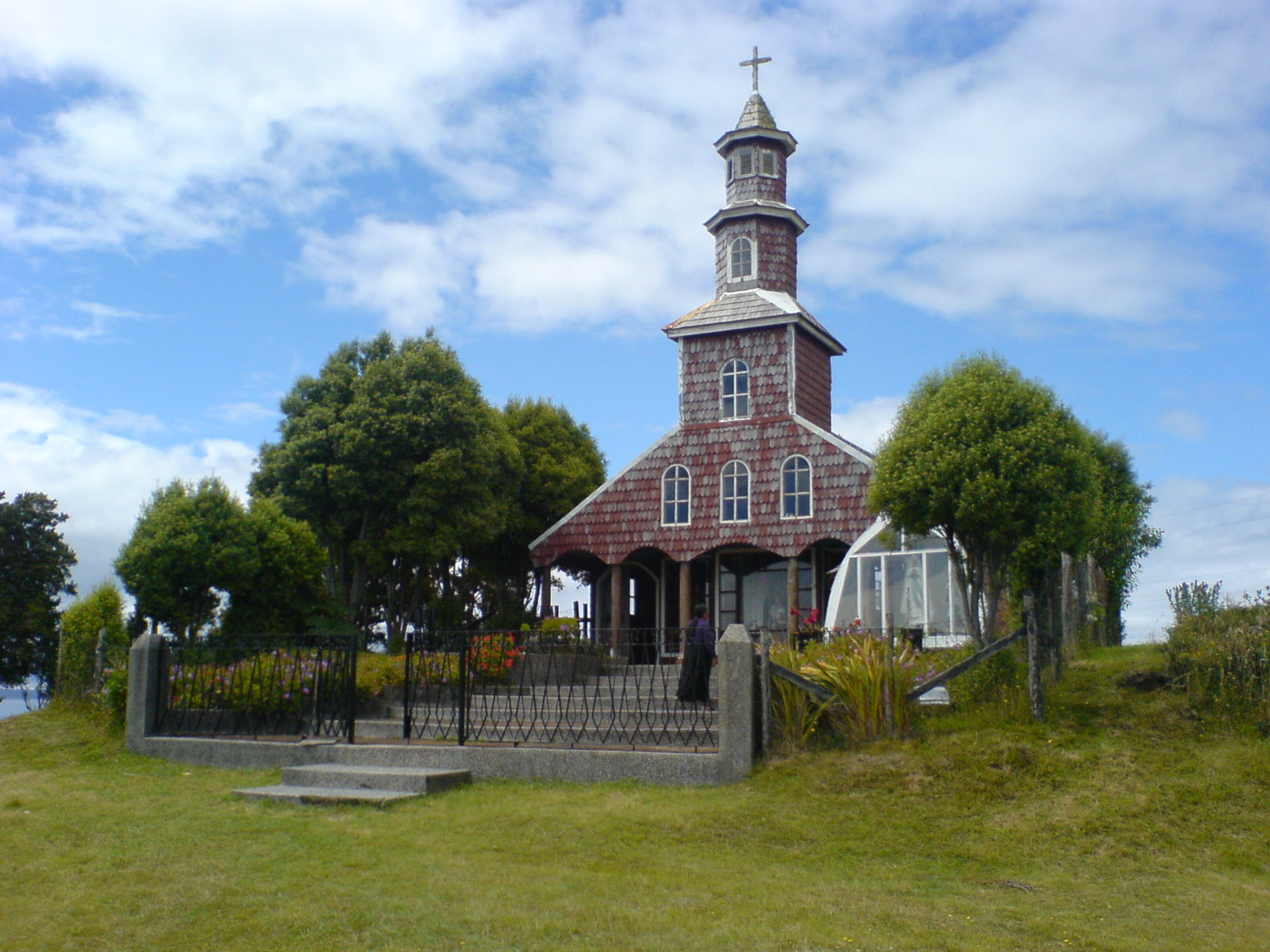
Невелика церква біля Чакао

Першими відомими мешканцями острова Чилое були чоно, кочовий індіанський народ. Пізніше уїїче (племя народу мапуче) переселилися до острова з материка і осіли на східному березі острова, займаючись сільським господарством та рибальством.
В 1567 році острів був проголошений володінням Іспанії, на острові в 1567 році було засноване поселення Катро, що пізніше стало місцем розташування єзуїтської місії, та служило столицею провінції до заснування Анкуда в 1768 році. В 1784 острів Чилое був включений до складу віцекоролівства Перу і знаходився під прямим управлінням віцекороля, тоді як материкова Чилі було окремим генерал-капітанством в межах віцекоролівства. 1793 року було відкрито Королівську дорогу, яка сполучила Чилое та Вальдивію.
На відміну від центральних районів Чилі, де війна за незалежність тривала досить довго після іспанської реокупації, Чилое ніколи не був частиною Старої Республіки (Patria Vieja). У грудні 1817 року острів (разом з містом Вальдивія) став останньою твердинею Іспанської корони. Чилійська військова експедиція з метою захоплення острова, проведена під керівництвом Томаса Кокрейна, була невдалою. 15 січня 1826 року, після іншої невдалої спроби в 1824 році, іспанцям було завдано поразки, і острів був повністю приєднаний до незалежної республіки Чилі, хоча Іспанія і не визнавала цього до 1844 року.
Протягом колонізації Патагонії Чилі і Аргентиною, багато мешканців острова переїхали до материка, щоб працювати в тваринництві. Поселення острова зазнали значних руйнувань під час Великого чилійського землетрусу 1960 року, найсильнішого землетрусу за історію реєстрації. У 1982 столиця, через понад 200 років, була повернена у Кастро.

## Культура

### Архітектура

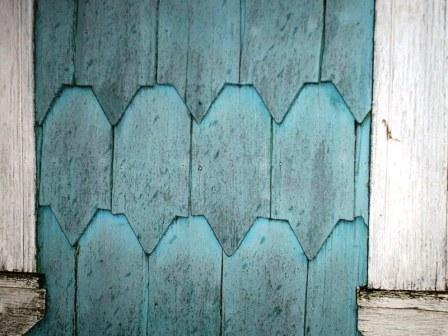
Дерев'яна черепиця на будинку в Далкауе.

Архітектура Чилое має унікальний архітектурний стиль, фактично обмежено островом, що відрізняється від типового стилю іспанської колоніальної архітектури. Стиль виник частково через ізоляцію острова від материкової частини Чилі та через доступ до інших матеріалів. Іспанці, які прибули в 16 столітті, і єзуїтські місіонери, які слідували за ними, сконструювали сотні маленьких дерев'яних церков в спробі поширити християнство на острові. В результаті був створена синкретична релігія, суміш католицизму і язичницьких вірувань. Ці унікальні будівлі були вненесні до списку об'єктів світової спадщини ЮНЕСКО.
Майже всі будинки Чилое колоніального періоду будувалися з деревини і часто використовувалася черепиця. Черепиця, зроблена з фіцройї, була настільки популярна, що часто використовувалася як заміна грошам, під назвою «Real de Alerce». З кінця 19 століття також почали будувати велику кількість будинків на палях, особливо в таких містах як Кастро і Чончі.

### Міфологія
Чилое має багатий фольклор із численними міфічними істотами — фантастичними тваринами і духами (Калеуче, Трауко, Пінкойя, Інвунче тощо). Міфологія острова засновується на суміші релігій тубільних народів (чоно і уїїче), що мешкали на острові, та легендах і забобонах іспанських колоністів, які з 1567 почали селитися тут, утворюючи, таким чином, нову синкретичну міфологію. Ця міфологія процвітала, ізольована від вірувань і міфів решти Чилі через ізольованість архіпелагу як від решти контрольованих іспанцями територій, так і від берега, на якому мапуче захопили або знищили всі іспанські поселення після катастрофи Куралаба в 1598 році.